# Peixotoa goiana
Peixotoa goiana är en tvåhjärtbladig växtart som beskrevs av C. Anderson. Peixotoa goiana ingår i släktet Peixotoa och familjen Malpighiaceae. Inga underarter finns listade i Catalogue of Life.